# Xitou (sockenhuvudort i Kina, Jiangxi Sheng, lat 29,45, long 118,08)
Xitou (kinesiska: 溪头, 溪头乡) är en sockenhuvudort i Kina. Den ligger i provinsen Jiangxi, i den sydöstra delen av landet, omkring 230 kilometer öster om provinshuvudstaden Nanchang. Antalet invånare är 10 922. Befolkningen består av 5 387 kvinnor och 5 535 män. Barn under 15 år utgör 18,0 %, vuxna 15-64 år 71 %, och äldre över 65 år 9,0 %.
Runt Xitou är det ganska tätbefolkat, med 104 invånare per kvadratkilometer. Närmaste större samhälle är Wucheng, 18,7 km nordost om Xitou. I omgivningarna runt Xitou växer i huvudsak blandskog.
Genomsnittlig årsnederbörd är 2 644 millimeter. Den regnigaste månaden är juni, med i genomsnitt 491 mm nederbörd, och den torraste är oktober, med 45 mm nederbörd.